# Episodi di Thriller (serie televisiva 1973) (sesta stagione)
La sesta e ultima stagione della serie televisiva Thriller  è stata trasmessa per la prima volta nel Regno Unito dalla ITV dal 10 aprile al 22 maggio 1976. In Italia la stagione è andata in onda su Rai 2 a partire dal 29 novembre 1979.
| nº | Titolo originale            | Titolo italiano          | Prima TV Regno Unito | Prima TV Italia  |
| -- | --------------------------- | ------------------------ | -------------------- | ---------------- |
| 01 | Sleepwalker                 |                          | 10 aprile 1976       |                  |
| 02 | The Next Victim             | Week-end con l'assassino | 17 aprile 1976       | 29 novembre 1979 |
| 03 | Nightmare for a Nightingale |                          | 24 aprile 1976       |                  |
| 04 | Dial a Deadly Number        | Morti previste           | 1 maggio 1976        | 20 dicembre 1979 |
| 05 | Kill Two Birds              | Doppio colpo mortale     | 8 maggio 1976        | 17 gennaio 1980  |
| 06 | A Midsummer Nightmare       |                          | 15 maggio 1976       |                  |
| 07 | Death in Deep Water         | Morte nell'acqua         | 22 maggio 1976       | 10 gennaio 1980  |